# Xenylla capensis
Xenylla capensis är en urinsektsart som beskrevs av Wanda M. Weiner och Judith Najt 1991. Xenylla capensis ingår i släktet Xenylla och familjen Hypogastruridae. Inga underarter finns listade i Catalogue of Life.